# Mathias Jänisch
Mathias Jänisch (* 27. srpna 1990, Riedlingen, Německo) je lucemburský fotbalový obránce a reprezentant, hráč klubu FC Progrès Niederkorn.

## Klubová kariéra
V Lucembursku hrál za kluby CS Grevenmacher a FC Differdange 03.

## Reprezentační kariéra
V A-mužstvu Lucemburska debutoval 28. 3. 2009 v kvalifikačním zápase v Lucemburku proti týmu Lotyšska (prohra 0:4).